# パロ (ブータン)
パロ（ゾンカ語:སྤུ་ན་ཁ་、Paro）は、ブータン王国・パロ県の都市。パロ谷 (Paro Chhu) に位置している。
パロ谷を見下ろすリンプン・ゾン (Rinpung Dzong)と呼ばれる修行場の要塞は、長い歴史を持つ。この修行場は10世紀にPadma Sambhavaという場所に最初に建てられた。1646年、Ngawang Namgyalが、 古い基礎石の上に更に大きい修行場を建てた。この修行場は、数世紀に渡って町をチベット族の侵入から守ってきた。しかし1907年に焼け落ちてしまい、パロ・ゾン (Paro Dzong) が大火の後に建てられた。 

## 交通

### 空港
郊外にはブータンで唯一の国際空港であるパロ空港があり、外国人観光客にとってはブータンの玄関口となっている。

## ギャラリー

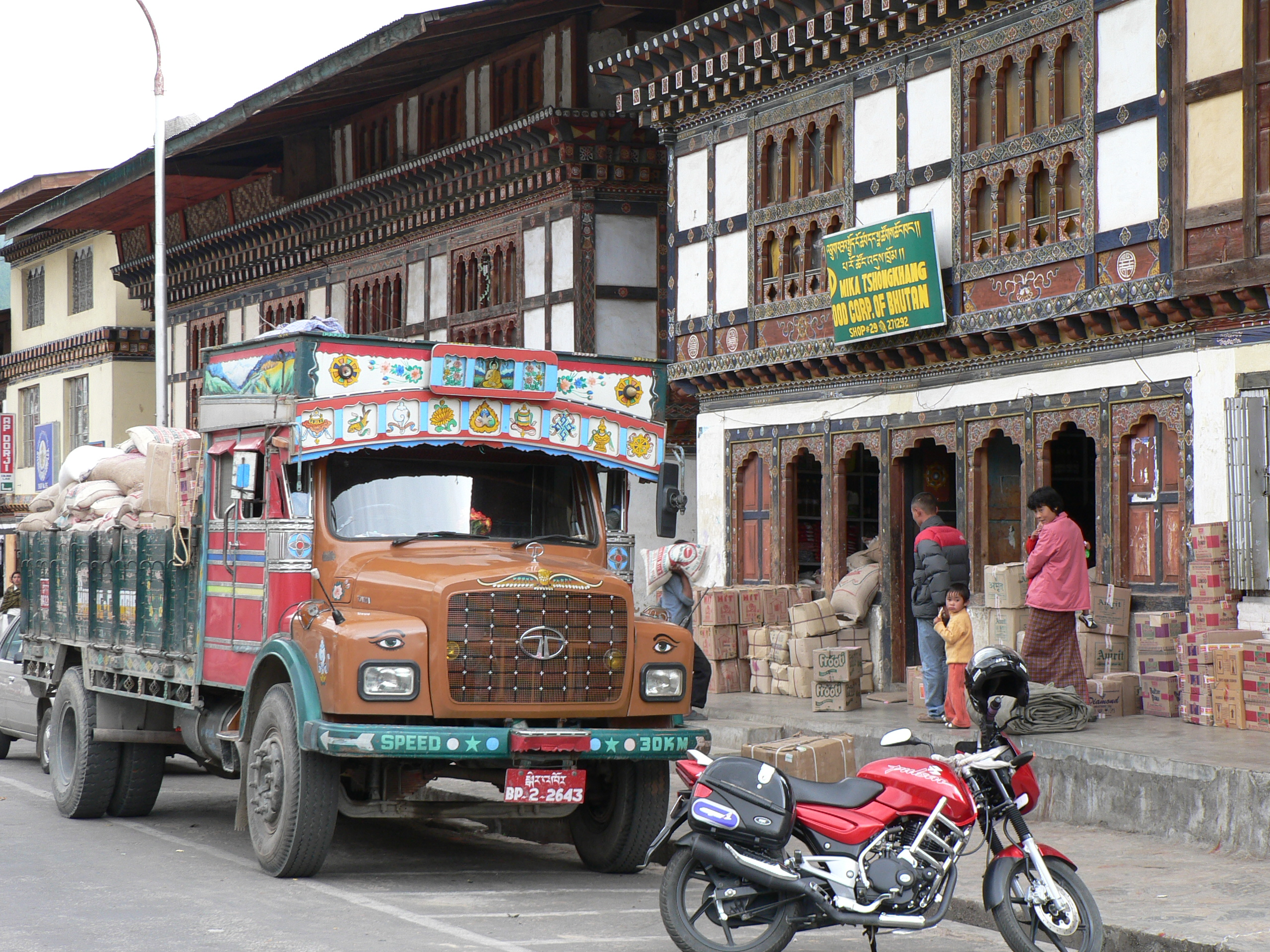
目抜き通り
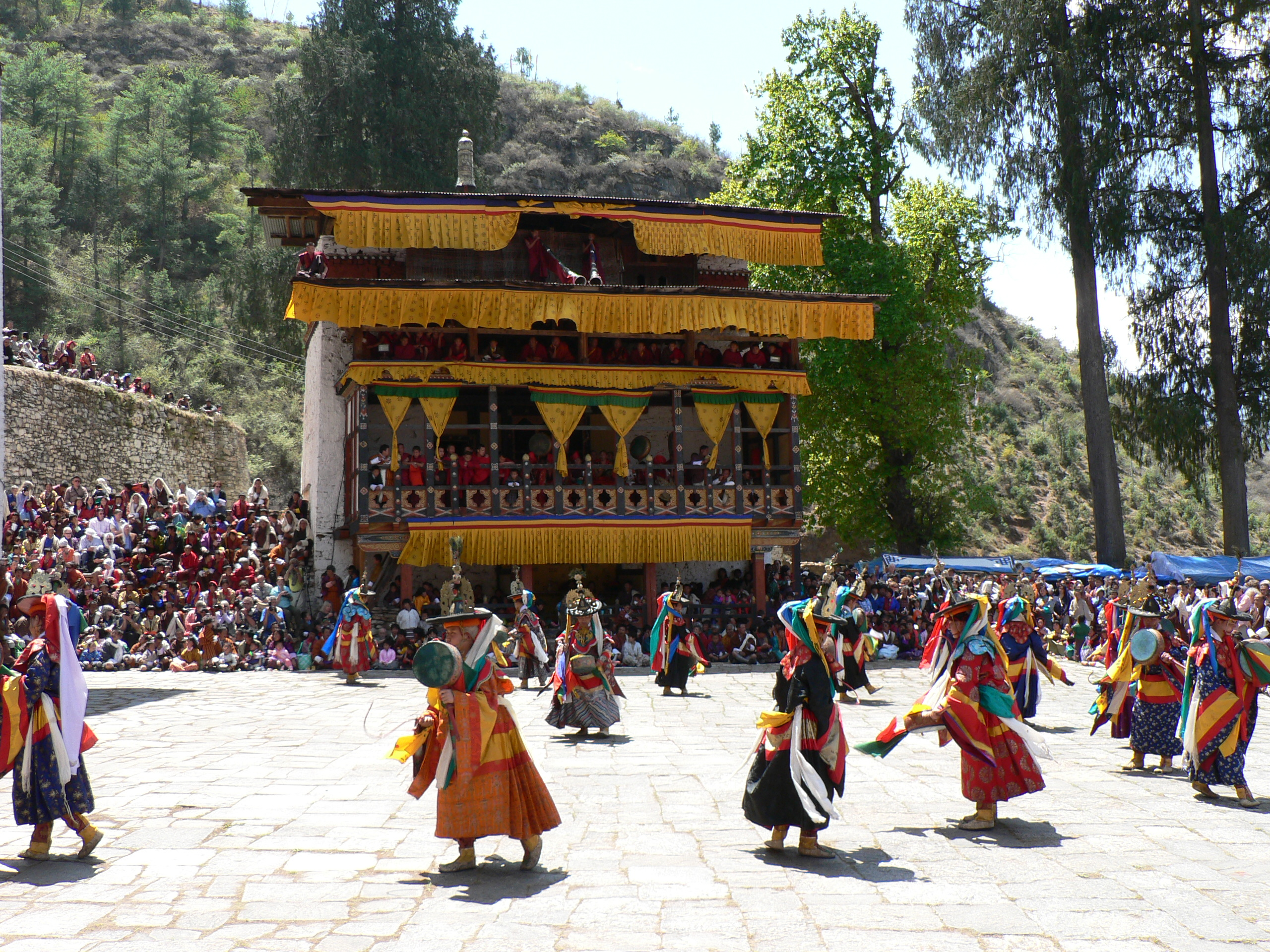
祭祀における黒い帽子を被った踊り
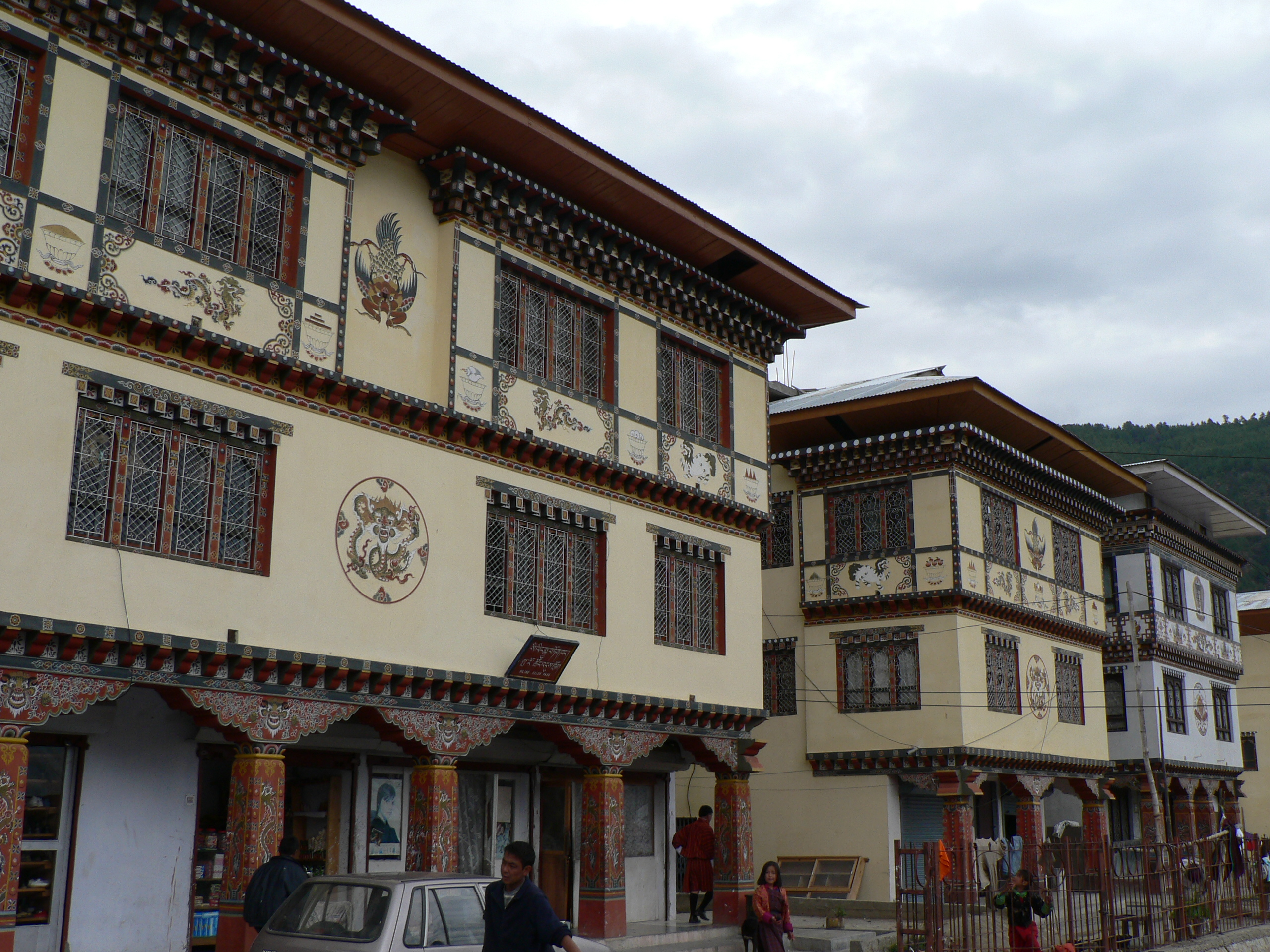
商店
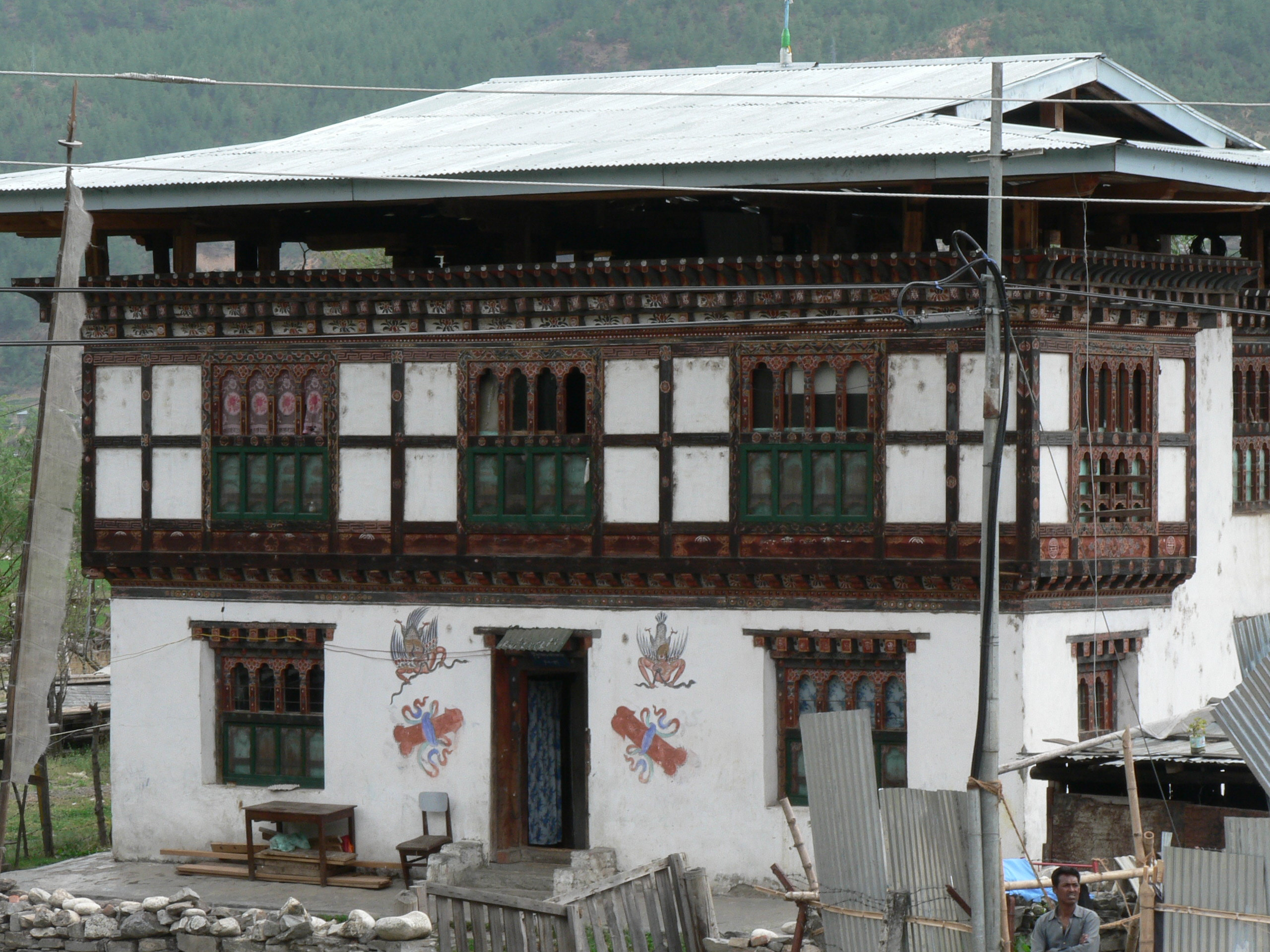
家屋
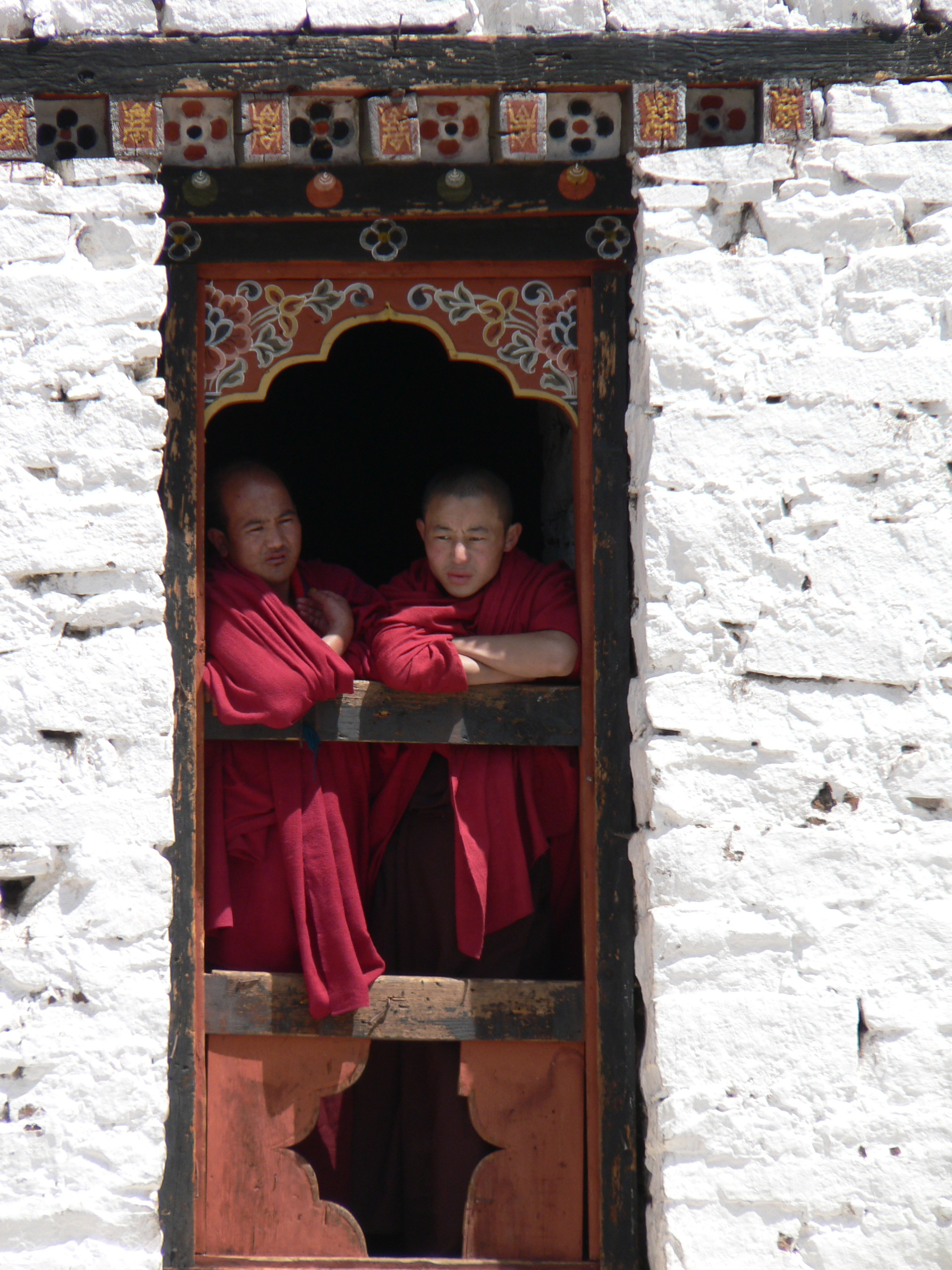
僧侶
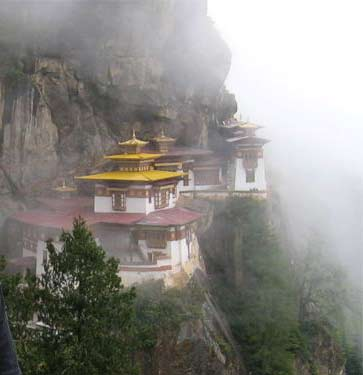
「虎の巣」とも呼ばれるタクツァン僧院
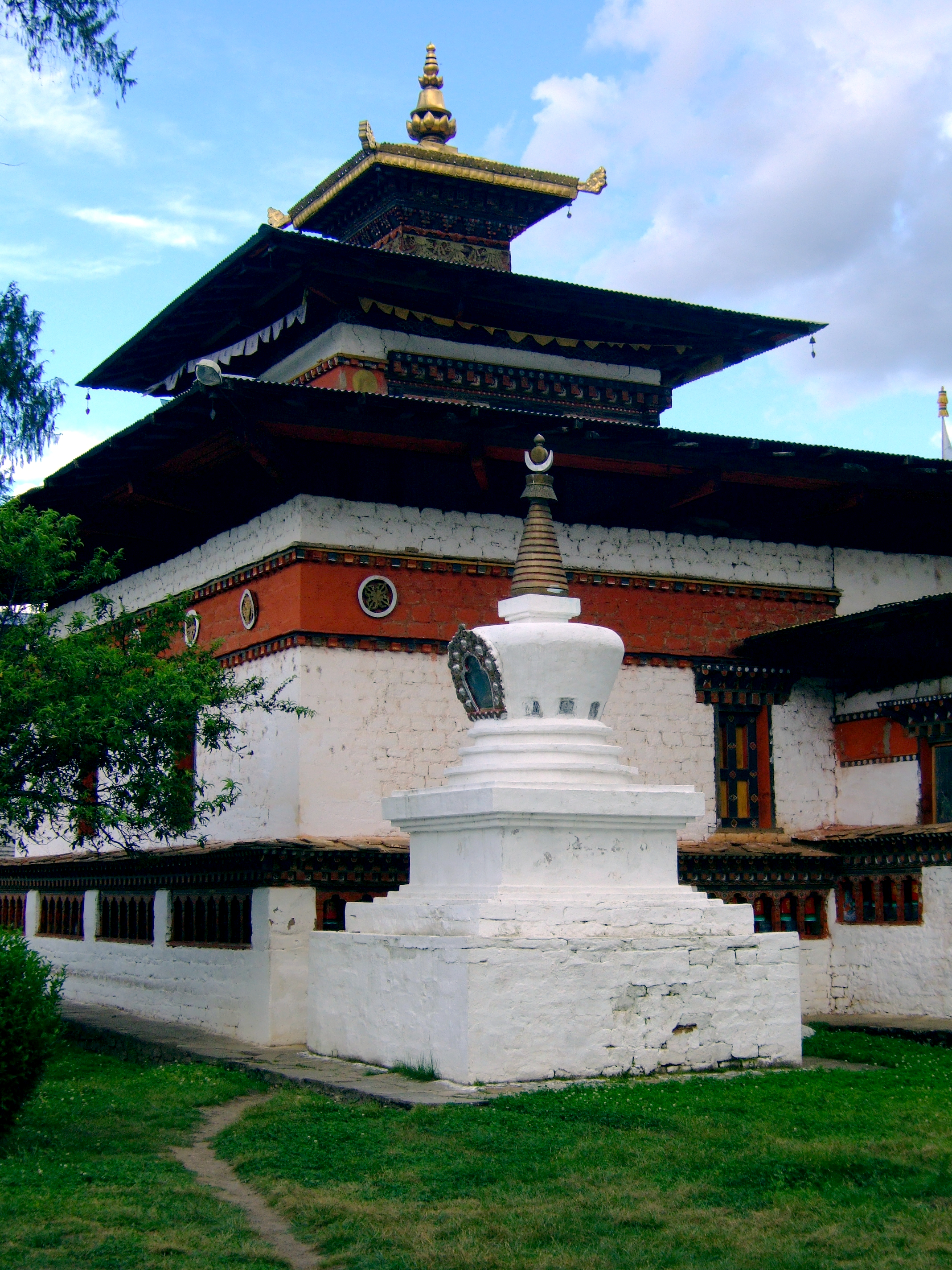
キチュ・ラカン寺院 (Kyichu Lhakhang)